# 2 Flota Powietrzna (III Rzesza)
2 Flota Powietrzna (niem. Luftflotte 2) – związek operacyjny lotnictwa III Rzeszy z okresu  II wojny światowej, uczestniczył m.in. w agresji na Polskę. 
2 Flota Powietrzna utworzona została 1 lutego 1939. W agresji na Polskę uczestniczyła od 10 września 1939 tylko część jej sił, gdyż reszta nadal stacjonowała przy zachodniej granicy III Rzeszy. 
W czasie niemieckiej inwazji na państwa Europy Zachodniej przydzielona została do Grupy Armii B, a dowodził nią gen. Albert Kesselring. Po zwycięskim zakończeniu działań wojennych 2 Flota Powietrzna została rozmieszczona na lotniskach w okupowanej Francji, Belgii i Holandii. Podczas bitwy o Anglię, ze wspomnianych lotnisk atakowała południowo-wschodnie wybrzeże Anglii, łącznie z Londynem.
Od 22 czerwca 1941 uczestniczyła w ataku na Związek Radziecki. Dowodzona była przez feldmarszałka Alberta Kesselringa, liczyła 1680 samolotów i zgodnie z planem Barbarossa współdziałała z Grupą Armii Środek która prowadziła działania bojowe w kierunku Smoleńska i Moskwy.

## Dowódcy 2 Floty Powietrznej
- Hellmuth Felmy(inne języki) (1 lutego 1939 – 12 stycznia 1940)
- Albert Kesselring[2] (12 stycznia 1940 – 11 czerwca 1943)
- Wolfram Freiherr von Richthofen (12 czerwca 1943 – 27 września 1944)

## Struktura organizacyjna
- 4 Korpus Lotniczy
- 8 Korpus Lotniczy
- 7 Dywizja Lotnicza
- 2 Korpus Artylerii Przeciwlotniczej
- Okręg Lotniczy VI
- Okręg Lotniczy XI
- Dowództwo Lotnictwa Myśliwskiego nr 1[2][6].